# Exoprosopa pallasii
Exoprosopa pallasii is een vliegensoort uit de familie van de wolzwevers (Bombyliidae). De wetenschappelijke naam van de soort is voor het eerst geldig gepubliceerd in 1818 door Wiedemann als Anthrax pallasii.